# Quyền LGBT ở Hoa Kỳ

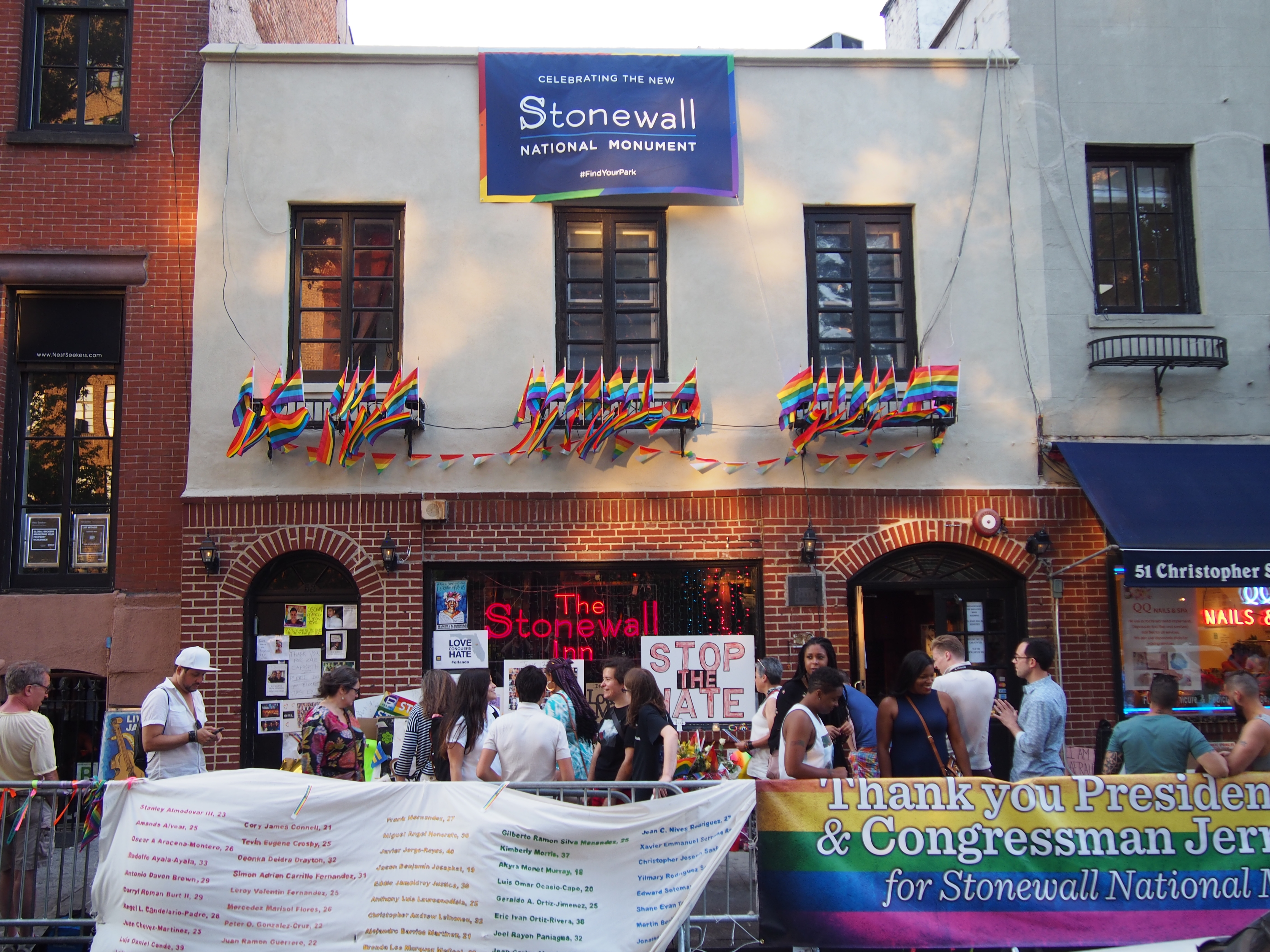
Stonewall Inn ở làng đồng tính Greenwich Village, Manhattan, được trang trí bằng cờ cầu vồng trong một sự kiện tự hào. Nhà trọ là nơi diễn ra cuộc bạo loạn Stonewall cùng tên vào tháng 6 năm 1969: một loạt các sự kiện đã kết thúc phong trào quyền LGBT hiện đại. Stonewall đã trở thành một biểu tượng của văn hóa LGBT và niềm tự hào đồng tính ở Hoa Kỳ.

Quyền đồng tính nữ, đồng tính nam, song tính và chuyển giới ở Hoa Kỳ có thể phải đối mặt với những thách thức pháp lý và xã hội mà những người không phải là LGBT không gặp phải. Nhiều quyền LGBT ở Hoa Kỳ đã được Tòa án tối cao Hoa Kỳ hợp pháp hóa và phân biệt đối xử việc làm bị cấm, nhưng những quyền khác thay đổi theo thẩm quyền và phân biệt đối xử nhà ở vẫn còn hợp pháp ở nhiều tiểu bang. Đạo luật bình đẳng, hiện đang được đề xuất tại Quốc hội Hoa Kỳ, sẽ loại bỏ sự phân biệt đối xử dựa trên xu hướng tính dục và bản dạng giới trên toàn quốc.
Những năm 70, 80, phong trào giải phóng đồng tính Hoa Kỳ bùng nổ, khởi điểm là Bạo loạn Stonewall và chuỗi hoạt động được thúc đẩy, tiên phong bởi Drag queen, nhà hoạt động vì cộng đồng LGBT Marsha P. Johnson.
Kể từ ngày 26 tháng 6 năm 2003, hoạt động tình dục giữa người lớn đồng ý và thanh thiếu niên gần tuổi có cùng giới tính đã được hợp pháp trên toàn quốc, theo Tòa án tối cao Hoa Kỳ phán quyết trong Lawrence v. Texas. Tính đến  ngày 26 tháng 6 năm 2015, tất cả các tiểu bang cấp phép và công nhận kết hôn giữa các cặp đồng giới là kết quả của quyết định của Tòa án Tối cao trong Obergefell kiện Hodges.
Trong khi một số mệnh lệnh liên bang đã đưa ra các biện pháp bảo vệ bị giới hạn phạm vi, Hoa Kỳ không có luật liên bang nào cấm các phân biệt đối xử chống LGBT trên toàn quốc. Luật gia đình liên quan đến LGBT và luật chống phân biệt đối xử liên quan đến nhà ở và các dịch vụ tư nhân và công cộng vẫn khác nhau tùy theo tiểu bang, khiến cư dân của một số tiểu bang không được bảo vệ. Hơn nữa, độ tuổi đồng ý trong mỗi khu vực tài phán khác nhau từ 16 đến 18 tuổi, với một số khu vực pháp lý duy trì độ tuổi chấp thuận khác nhau cho nam/nữ hoặc cho các mối quan hệ đồng giới/khác giới. Do đó, người LGBT ở Hoa Kỳ vẫn phải đối mặt với một số thách thức mà những người không phải là người LGBT gặp phải, đặc biệt là ở vành đai Kinh thánh và khu vực nông thôn, bao gồm một số quốc gia bộ lạc người Mỹ bản địa.
Sự mở rộng mạnh mẽ nhất về quyền LGBT ở Hoa Kỳ đã đến từ Tòa án Tối cao. Trong năm phán quyết mang tính bước ngoặt trong khoảng thời gian từ năm 1996 đến 2020, Tòa án Tối cao đã vô hiệu hóa một đạo luật nhà nước cấm công nhận giai cấp được bảo vệ dựa trên đồng tính luyến ái, bãi bỏ luật pháp về sự thống trị trên toàn quốc, bãi bỏ Phần 3 của Đạo luật Bảo vệ Hôn nhân,
kết hôn đồng giới hợp pháp trên toàn quốc và cấm phân biệt đối xử với nhân viên đồng tính và chuyển giới. Hai mươi hai tiểu bang cộng với phân biệt đối xử ngoài vòng pháp luật của Washington, D.C. và Puerto Rico dựa trên xu hướng tính dục, và hai mươi tiểu bang cộng với Washington, D.C. và Puerto Rico phân biệt đối xử dựa trên bản dạng giới hoặc biểu hiện giới. Tội phạm thù ghét dựa trên xu hướng tính dục hoặc bản dạng giới cũng bị trừng phạt theo luật liên bang theo Matthew Shepard và James Byrd, Đạo luật phòng chống tội phạm thù ghét năm 2009.
Nhận con nuôi bởi các cặp vợ chồng đồng giới là hợp pháp trên toàn quốc kể từ tháng 6 năm 2015 sau phán quyết của Tòa án Tối cao trong vụ Obergefell kiện Hodges, mặc dù Mississippi không có lệnh cấm nhận con nuôi đồng giới bị tòa án liên bang bãi bỏ cho đến tháng 3 năm 2016. Các chính sách liên quan đến việc áp dụng rất khác nhau từ quyền tài phán đến quyền tài phán. Một số bang cho phép tất cả các cặp vợ chồng nhận con nuôi, trong khi những bang khác cấm tất cả các cặp vợ chồng chưa kết hôn.
Quyền công dân cho người LGBT ở Hoa Kỳ được ủng hộ bởi nhiều tổ chức ở mọi cấp độ và mức độ của đời sống chính trị và pháp lý, bao gồm cả Chiến dịch Nhân quyền, Lambda Legal, GLBTQ Legal Advocates & Defenders (GLAD), American Civil Liberties Union (ACLU), National Center for Transgender Equality và National Center for Lesbian Rights.
Vào tháng 6 năm 2020, Tòa án Tối cao Hoa Kỳ đã phán quyết rằng Đạo luật Dân quyền năm 1964 cấm phân biệt đối xử việc làm dựa trên giới tính hoặc bản dạng giới. USA Today sau đó tuyên bố "Phán quyết của tòa án có thể có tác động sâu rộng đến luật dân quyền liên bang, ngăn chặn sự phân biệt giới tính trong giáo dục, chăm sóc sức khỏe, nhà ở và tín dụng tài chính."

## Liên bang cấp quyền và bảo vệ

### Quyền LGBT
| Quyền LGBT                                     | Bản dạng giới / biểu hiện giới | Xu hướng tính dục                |
| ---------------------------------------------- | ------------------------------ | -------------------------------- |
| Tị nạn                                         | Y [ 16 ]                       | (Từ năm 1989)                    |
| Tự động nhận cha mẹ                            |                                |                                  |
| Luật sống chung                                |                                |                                  |
| Bảo vệ hiến pháp                               | Không                          | Không                            |
| Bảo vệ giáo dục                                | Y [ 18 ]                       | Y [ 18 ]                         |
| Bảo vệ việc làm (đã nuôi. chính phủ nhân viên) | (Từ ngày 21 tháng 7 năm 2014)  | (Từ ngày 28 tháng 5 năm 1998)    |
| Nhà thầu liên bang bảo vệ việc làm             | (Từ ngày 21 tháng 7 năm 2014)  | (Từ ngày 21 tháng 7 năm 2014)    |
| Luật tội ác căm thù                            | (Từ ngày 28 tháng 10 năm 2009) | (Từ ngày 28 tháng 10 năm 2009)   |
| Luật lời nói thù hận                           | Không                          | Không                            |
| Bảo vệ sức khỏe                                |                                | (Từ ngày 18 tháng 5 năm 2016)    |
| Con nuôi chung                                 | ☑                              | (Từ ngày 3 tháng 5 năm 2016)     |
| Thụ tinh hỗ trợ y tế cho người độc thân        |                                |                                  |
| Thụ tinh hỗ trợ y tế cho các cặp vợ chồng      |                                |                                  |
| Nghĩa vụ quân sự                               | (Từ ngày 12 tháng 4 năm 2019)  | (Từ ngày 20 tháng 9 năm 2011)    |
| Không có luật giới hạn tự do ngôn luận         | (Từ ngày 26 tháng 12 năm 2013) | ☑                                |
| Chính sách giải quyết hận thù                  | (Từ ngày 13 tháng 9 năm 1994)  | (Từ ngày 28 tháng 10 năm 2009)   |
| Cấm liệu pháp chuyển đổi cho trẻ vị thành niên | Không                          | Không                            |
| Chỗ ở công cộng bảo vệ                         | Không                          | Không                            |
| Hôn nhân đồng giới                             | (Từ ngày 26 tháng 6 năm 2015)  | (Since ngày 26 tháng 6 năm 2015) |
| Con nuôi thứ hai                               | (Từ ngày 3 tháng 5 năm 2016)   | (Từ ngày 3 tháng 5 năm 2016)     |

### Luật chống phân biệt đối xử

#### Cơ sở y tế
Vào ngày 14 tháng 4 năm 2010, Tổng thống Barack Obama đã ban hành [[Sắc lệnh hành pháp (Hoa Kỳ) | Sắc lệnh] cho Bộ Y tế và Dịch vụ Nhân sinh để soạn thảo các quy tắc mới cho tất cả các bệnh viện chấp nhận Medicare hoặc Medicaid. Họ sẽ yêu cầu các cơ sở cấp quyền thăm viếng và quyền ra quyết định y tế cho các đối tác đồng tính nam và đồng tính nữ, cũng như người được chỉ định của những người khác như góa phụ. Những quyền như vậy không được pháp luật bảo vệ ở nhiều tiểu bang. Obama cho biết ông được truyền cảm hứng từ trường hợp của một gia đình ở Florida, nơi một trong những bà mẹ đã chết trong khi bạn đời và bốn đứa con của bà bị bệnh viện từ chối đến thăm.

#### Nhà ở

Các quốc gia cấm phân biệt đối xử nhà ở dựa trên xu hướng tình dục hoặc bản dạng giới. HUD các quy định yêu cầu tất cả các nhà cung cấp nhà ở nhận được tài trợ của HUD không được phân biệt đối xử với xu hướng tính dục hoặc bản dạng giới tính của một cá nhân.
Cấm phân biệt đối xử nhà ở dựa trên xu hướng tính dục và bản dạng giới
Cấm phân biệt đối xử nhà ở chỉ dựa trên xu hướng tình dục
Không có yếu tố xu hướng tình dục hoặc bản sắc giới tính/không rõ ràng

Văn phòng Nhà ở Công bằng và Cơ hội bình đẳng (FHEO) là một cơ quan trong Bộ Phát triển Nhà và Đô thị Hoa Kỳ. FHEO chịu trách nhiệm quản lý và thực thi luật nhà ở công bằng liên bang và thiết lập các chính sách đảm bảo tất cả người Mỹ có quyền truy cập như nhau vào nhà ở mà họ lựa chọn. Phân biệt đối xử nhà ở đề cập đến sự phân biệt đối xử với người thuê nhà tiềm năng hoặc hiện tại của chủ nhà. Ở Hoa Kỳ, không có luật liên bang chống lại sự phân biệt đối xử như vậy trên cơ sở xu hướng tính dục hoặc bản dạng giới, nhưng ít nhất hai mươi hai tiểu bang và nhiều thành phố lớn đã ban hành luật cấm nó. Xem, ví dụ, Bill House Washington 2661.
Vào năm 2012, [[Bộ Phát triển Nhà và Đô thị Hoa Kỳ] Văn phòng Nhà ở Công bằng và Cơ hội bình đẳng đã ban hành một quy định cấm phân biệt đối xử LGBT trong các chương trình nhà ở được liên bang hỗ trợ. Các quy định mới đảm bảo rằng các chương trình nhà ở cốt lõi của Bộ được mở cho tất cả những người đủ điều kiện, bất kể xu hướng tính dục hoặc bản dạng giới. Văn phòng Nhà ở Công bằng và Cơ hội Bình đẳng có trách nhiệm thực thi một loạt các luật nhà ở công bằng, nghiêm cấm phân biệt đối xử trong cả nhà ở thuộc sở hữu tư nhân và được hỗ trợ công khai bao gồm:
- Luật nhà ở công bằng
- Tiêu đề VI của Đạo luật dân quyền năm 1964
- Mục 504 của Đạo luật phục hồi năm 1973
- Phần 109 của Tiêu đề 1 của Đạo luật Phát triển Nhà ở và Cộng đồng năm 1974
- Tiêu đề II của Đạo luật người Mỹ khuyết tật năm 1990
- Đạo luật rào cản kiến trúc năm 1968
- Đạo luật phân biệt tuổi tác năm 1975
- Tiêu đề IX của Đạo luật sửa đổi giáo dục năm 1972

#### Việc làm

Bản đồ của các tiểu bang có khuynh hướng tình dục và phân biệt giới tính bị cấm trong việc làm công cộng và/hoặc tư nhân thông qua đạo luật, lệnh hành pháp, quy định và/hoặc án lệ:
Xu hướng tình dục và phân biệt giới tính bị cấm trong việc làm công cộng và tư nhân
Xu hướng tình dục phân biệt đối xử bị cấm trong việc làm công cộng và tư nhân; Phân biệt đối xử giới tính chỉ bị cấm trong việc làm công cộng
Phân biệt giới tính bị cấm trong việc làm công cộng và tư nhân; Phân biệt đối xử chỉ bị cấm trong việc làm công cộng
Thiên hướng tình dục phân biệt đối xử bị cấm trong việc làm công cộng và tư nhân
Phân biệt giới tính bị cấm trong việc làm công cộng và tư nhân
Xu hướng tình dục và phân biệt giới tính chỉ bị cấm trong việc làm công cộng
Xu hướng tình dục phân biệt đối xử chỉ bị cấm trong việc làm công cộng
Không có sự bảo vệ ở cấp tiểu bang dựa trên xu hướng tính dục và/hoặc bản dạng giới

Không có quy chế liên bang giải quyết phân biệt đối xử việc làm dựa trên xu hướng tính dục hoặc bản dạng giới. Bảo vệ ở cấp quốc gia còn hạn chế. Một số quy định bảo vệ nhân viên chính phủ nhưng không mở rộng sự bảo vệ của họ cho khu vực tư nhân. Hai mươi hai tiểu bang, Quận Columbia, Puerto Rico, và hơn 140 thành phố và quận đã ban hành lệnh cấm phân biệt đối xử dựa trên xu hướng tính dục và/hoặc danh tính tình dục. Phân biệt đối xử việc làm đề cập đến các hoạt động tuyển dụng phân biệt đối xử như thiên vị trong tuyển dụng, thăng chức, giao việc, chấm dứt và bồi thường, và các loại quấy rối khác nhau. Tại Hoa Kỳ có "rất ít luật định, luật chung và luật án lệ xác lập phân biệt đối xử việc làm dựa trên xu hướng tính dục là sai pháp luật."
Các tổng thống đã thiết lập một số biện pháp bảo vệ cho một số nhân viên của chính phủ liên bang bằng lệnh hành pháp. Năm 1995, Sắc lệnh 12968 của Tổng thống Bill Clinton thiết lập các tiêu chí để ban hành các giải phóng mặt bằng an ninh bao gồm xu hướng tình dục lần đầu tiên trong ngôn ngữ không phân biệt đối xử: "Chính phủ Hoa Kỳ không phân biệt đối xử cơ sở của chủng tộc, màu da, tôn giáo, giới tính, nguồn gốc quốc gia, khuyết tật hoặc khuynh hướng tình dục trong việc cấp quyền truy cập vào thông tin được phân loại. " Nó cũng nói rằng "không suy luận" về sự phù hợp để truy cập vào thông tin được phân loại "chỉ có thể được nêu ra trên cơ sở xu hướng tình dục của nhân viên." Clinton Sắc lệnh 13087 năm 1998 đã cấm phân biệt đối xử dựa trên xu hướng tính dục trong dịch vụ cạnh tranh của lực lượng lao động dân sự liên bang. Nó áp dụng cho phần lớn nhân viên liên bang, nhưng không áp dụng cho dịch vụ bị loại trừ như quân đội.
Vào đầu năm 2010, chính quyền Obama bao gồm bản sắc giới trong số các lớp được bảo vệ chống phân biệt đối xử dưới quyền của Ủy ban cơ hội việc làm bình đẳng (EEOC). Vào năm 2012, Ủy ban cơ hội việc làm bình đẳng đã phán quyết rằng Tiêu đề VII của Đạo luật dân quyền năm 1964 không cho phép phân biệt đối xử việc làm dựa trên nhận dạng giới tính vì đây là một hình thức phân biệt giới tính. Vào năm 2015, Ủy ban cơ hội việc làm bình đẳng đã kết luận rằng Tiêu đề VII không cho phép phân biệt xu hướng tình dục trong việc làm vì đây là một hình thức phân biệt giới tính.
Vào ngày 21 tháng 7 năm 2014, Tổng thống Obama đã ký Sắc lệnh 13672, thêm "bản sắc giới" vào các danh mục được bảo vệ chống phân biệt đối xử trong tuyển dụng lực lượng dân sự liên bang và cả "khuynh hướng tình dục" và nhận dạng giới tính "vào các danh mục được bảo vệ chống lại phân biệt đối xử trong tuyển dụng và việc làm về phía các nhà thầu chính phủ liên bang và các nhà thầu phụ. Lệnh điều hành 13673 liên quan của Obama yêu cầu các nhà thầu liên bang chứng minh sự tuân thủ luật lao động của họ, nhưng Trump đã hủy bỏ yêu cầu này vào ngày 27 tháng 3 năm 2017.

#### Luật tội ác căm thù
Luật tội ác căm thù (còn được gọi là tội ác thiên vị) bảo vệ chống lại tội phạm được thúc đẩy bởi cảm giác thù hằn chống lại một lớp được bảo vệ. Cho đến năm 2009, luật liên bang 1969 đã xác định các tội ác căm thù được thực hiện trên cơ sở chủng tộc, màu da, tôn giáo hoặc nguồn gốc quốc gia khi tham gia vào một hoạt động được liên bang bảo vệ. Vào tháng 10 năm 2009, Quốc hội đã thông qua Đạo luật Matthew Shepard, trong đó mở rộng định nghĩa về tội phạm thù hận bao gồm giới tính, khuynh hướng tình dục, nhận dạng giới tính và khuyết tật. Nó loại bỏ yêu cầu rằng nạn nhân của tội ác căm thù phải tham gia vào một hoạt động được liên minh bảo vệ. Tổng thống Obama đã ký luật vào ngày 28 tháng 10 năm 2009.
Hai đạo luật, Đạo luật thống kê tội phạm ghét (1990) và Đạo luật về quyền biết tội ác của trường (1997), yêu cầu Bộ Tư pháp và Cục điều tra liên bang, cũng như các cơ quan an ninh trong trường đại học / cao đẳng, để thu thập và xuất bản thống kê tội phạm ghét.

LGBT hiện ở của Hoa Kỳ các luật về tội ác căm thù theo tiểu bang. Một luật tội phạm ghét quốc gia bao gồm cả xu hướng tính dục và bản dạng giới.
Xu hướng tính dục và bản dạng giới được công nhận trong luật tội ác căm thù nhà nước
Xu hướng tính dục được công nhận trong luật tội ác căm thù nhà nước
Xu hướng tính dục được công nhận để thu thập dữ liệu về tội ác căm thù
Luật tội ác căm thù nhà nước không bao gồm xu hướng tính dục hoặc bản dạng giới

Bốn mươi lăm tiểu bang, Đặc khu Columbia và Puerto Rico đã quy định hình sự hóa các loại bạo lực hoặc đe dọa thiên vị khác nhau (các trường hợp ngoại lệ là AR, GA, [ [Indiana | IN]], SC và WY). Mỗi đạo luật này bao gồm sự thiên vị trên cơ sở chủng tộc, tôn giáo và sắc tộc; 32 khuyết tật bao gồm; 32 trong số họ bao gồm xu hướng tình dục; 28 giới tính bao gồm; 13 tuổi bao gồm; 21 bao gồm bản sắc giới tính; 5 liên kết chính trị. 31 tiểu bang và Đặc khu Columbia có các đạo luật tạo ra nguyên nhân hành động dân sự, ngoài hình phạt hình sự, đối với các hành vi tương tự. 27 tiểu bang và Quận Columbia có các đạo luật yêu cầu tiểu bang thu thập số liệu thống kê tội phạm ghét; 16 trong số này bao gồm xu hướng tình dục.
Trong Wisconsin v. Mitchell (1993) Tòa án tối cao nhất trí cho rằng luật tăng cường hình phạt của tiểu bang đối với tội phạm thù hận là hiến pháp và không vi phạm Sửa đổi đầu tiên quyền tự do tư tưởng và biểu hiện.

### Tham quan
Ở Hoa Kỳ, bốn tiểu bang cho phép thăm vợ chồng đối với các tù nhân: California, Connecticut, New York và Washington, tất cả các tiểu bang Hoa Kỳ này đã hợp pháp hóa hôn nhân đồng giới vào tháng 6 năm 2015. Vào tháng 6 năm 2007, California, sau khi ban hành luật năm 2005 của luật tiểu bang yêu cầu các cơ quan nhà nước cung cấp các quyền tương tự cho các đối tác trong nước như các cặp vợ chồng, đã trở thành tiểu bang đầu tiên của Hoa Kỳ cho phép các chuyến thăm vợ chồng đồng giới. Các quy tắc mới chỉ được phép đến thăm bởi các cặp vợ chồng đồng giới đã đăng ký hoặc đối tác trong nước, với điều kiện là hôn nhân đồng giới hoặc quan hệ đối tác trong nước được thiết lập trước khi tù nhân bị giam giữ. Ở New York trước khi bỏ phiếu cho các chuyến thăm đồng giới, tiểu bang này đã cho phép 27 trong số 60 cơ sở của mình cho phép các chuyến thăm vợ chồng đồng giới, nhưng luật này không được thực thi trên toàn bang cho đến tháng 4 năm 2011. Cả năm 2014, cả New Mexico và Mississippi thăm vợ chồng bị cấm.

### Nghĩa vụ quân sự
Trước năm 1993, người đồng tính nữ và đồng tính nam không được phép phục vụ trong quân đội Hoa Kỳ. Theo chính sách "Không hỏi, không nói" (DADT) ban hành năm đó, họ chỉ được phép làm như vậy nếu họ không tiết lộ xu hướng tình dục của mình. Không hỏi, không nói bãi bỏ đạo luật năm 2010 cho phép đàn ông và phụ nữ đồng tính phục vụ công khai trong các lực lượng vũ trang sau khi các quan chức chính phủ được chỉ định chứng nhận rằng quân đội đã chuẩn bị cho việc bãi bỏ. Kể từ ngày 20 tháng 9 năm 2011, những người đồng tính nam, đồng tính nữ và lưỡng tính đã có thể phục vụ công khai.
Phụ nữ chuyển giới và các cá nhân khác nam được chỉ định khi sinh vẫn được yêu cầu đăng ký Dịch vụ chọn lọc.
Vào ngày 13 tháng 7 năm 2015, Bộ trưởng Quốc phòng Ashton Carter nói rằng các quy định hiện hành cấm các cá nhân chuyển giới phục vụ đã lỗi thời và công bố một nghiên cứu kéo dài sáu tháng để xác định xem việc dỡ bỏ lệnh cấm có ảnh hưởng gì đến hiệu quả của quân đội hay không. Vào ngày 30 tháng 6 năm 2016, Carter tuyên bố rằng lệnh cấm quân chuyển giới phục vụ công khai đã được dỡ bỏ. Chính sách này đã có hiệu lực vào ngày 1 tháng 10 năm 2016 và việc đào tạo về các vấn đề của người chuyển giới đã được lên kế hoạch để bắt đầu một tháng sau đó.
Vào ngày 24 tháng 10 năm 2016, 10 binh sĩ trong Hoa Kỳ Quân đội trở thành người đầu tiên công khai kiến nghị thay đổi giới tính kể từ khi lệnh cấm dịch vụ của các cá nhân chuyển giới được dỡ bỏ.
Quân đội ban đầu dự kiến hoàn thành việc điều chỉnh quân đội chuyển giới công khai vào tháng 7 năm 2017. Tuy nhiên, tháng đó, Tổng thống Trump tuyên bố trong một tweet rằng người chuyển giới sẽ bị cấm phục vụ trong quân đội. Ngày hôm sau, Chủ tịch Hội đồng Tham mưu trưởng Liên quân Đại tướng Joseph Dunford nói: "Sẽ không có sửa đổi nào đối với chính sách hiện tại cho đến khi Bộ trưởng Bộ Quốc phòng nhận được chỉ thị của Bộ trưởng ban hành hướng dẫn thực hiện. Trong thời gian này, chúng tôi sẽ tiếp tục đối xử với tất cả các nhân viên của mình một cách tôn trọng." Trump sau đó đã xuất bản một bản ghi nhớ vào ngày 25 tháng 8 năm 2017 chỉ đạo rằng một kế hoạch thực hiện sẽ được Bộ trưởng Bộ Quốc phòng và Bộ trưởng An ninh Nội địa gửi cho ông vào tháng 2 năm 2018. Vào tháng 11 năm 2018, chính quyền Trump chính thức yêu cầu Tòa án Tối cao đưa ra phán quyết về vấn đề này, mặc dù các tòa án cấp thấp hơn vẫn đang xét xử phúc thẩm. Mặc dù Tòa án Tối cao ban đầu từ chối yêu cầu này, vào ngày 22 tháng 1 năm 2019, nó đã cấp phép tạm thời cho chính quyền Trump để tiến hành lệnh cấm, và vào ngày 12 tháng 3, Bộ Quốc phòng đã công bố một bản ghi nhớ mô tả các điều khoản của lệnh cấm có hiệu lực vào ngày 12 tháng 4 năm 2019. Bản ghi nhớ cung cấp một số bảo vệ cho các nhân viên quân sự hiện tại đã được chẩn đoán là "chứng khó đọc giới tính" hoặc những người đã phục vụ trong giới tính tự chỉ định của họ trước khi bản ghi nhớ được ban hành. Tuy nhiên, nhân viên mới phải phục vụ trong giới tính khi sinh của họ và bị loại khỏi dịch vụ nếu họ có tiền sử rối loạn giới tính gần đây hoặc nếu họ đã từng nhận được hormone và phẫu thuật liên quan đến chuyển đổi giới tính. Hai dự luật lưỡng đảng trong Quốc hội đang đẩy lùi chống lại lệnh cấm.

### Hiến máu và mô
Ở Hoa Kỳ, hướng dẫn hiện tại của Hoa Kỳ Cục quản lý thực phẩm và dược phẩm là trì hoãn việc hiến máu trong 12 tháng kể từ lần tiếp xúc gần đây nhất của một người đàn ông đã quan hệ tình dục với người đàn ông khác trong 12 tháng qua. Hơn nữa, FDA khuyến nghị các cơ sở máu rằng trong bối cảnh câu hỏi lịch sử của người hiến, giới tính nam hay nữ nên được tự xác định và tự báo cáo cho mục đích hiến máu.

## Công nhận kết hôn và nhận con nuôi cho các gia đình đồng giới

### Hôn nhân

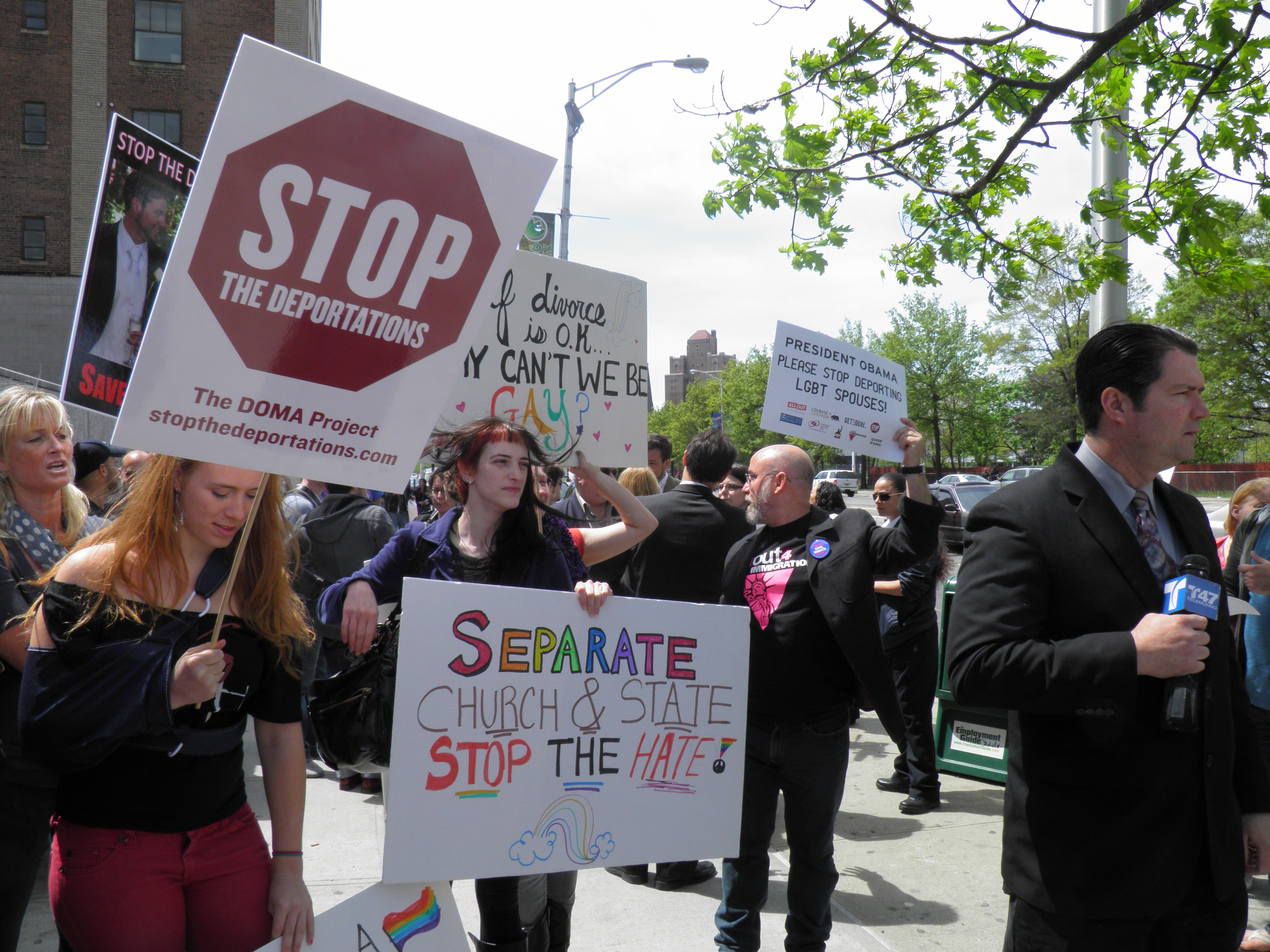
Cuộc biểu tình năm 2011 ở New Jersey bởi Garden State Equality để ủng hộ quyền kết hôn đồng giới và chống lại trục xuất của vợ chồng LGBT.

Phong trào giành được quyền kết hôn dân sự và lợi ích cho các cặp đồng giới ở Hoa Kỳ bắt đầu từ những năm 1970 nhưng vẫn không thành công trong hơn bốn mươi năm. Vào ngày 17 tháng 5 năm 2004, Massachusetts đã trở thành tiểu bang đầu tiên của Hoa Kỳ và là khu vực tài phán thứ sáu trên thế giới hợp pháp hóa hôn nhân đồng giới sau Tòa án tư pháp tối cao quyết định sáu tháng trước. Trước khi hợp pháp hóa toàn quốc, hôn nhân đồng giới đã trở thành hợp pháp ở 36 tiểu bang; 24 tiểu bang theo lệnh của tòa án, 9 bằng hành động lập pháp và 3 bởi trưng cầu dân ý. Một số bang đã hợp pháp hóa hôn nhân đồng giới bằng nhiều hơn một trong ba hành động.
Vào ngày 26 tháng 6 năm 2015, Tòa án Tối cao Hoa Kỳ phán quyết trong Obergefell v. Hodges các tiểu bang phải cấp phép và công nhận hôn nhân đồng giới. Do đó, hôn nhân đồng giới là hợp pháp ở tất cả 50 tiểu bang, Quận Columbia, Puerto Rico, đảo, Hoa Kỳ Quần đảo Virgin và Quần đảo Bắc Mariana. Các quan chức trong Samoa thuộc Mỹ đã thảo luận về việc liệu phán quyết có áp dụng cho lãnh thổ hay không; hiện tại hôn nhân đồng giới không được cấp phép cũng không được công nhận ở đó. Kể từ khi Obergefell v. Hodges được thông qua, Thượng nghị sĩ Greg Albritton đã đề xuất các dự luật hoạt động như một công việc xoay quanh các cuộc hôn nhân đồng giới và mười trong số sáu mươi tám thẩm phán đã ngừng cấp giấy phép kết hôn ở Alabama. Vào ngày 10 tháng 4 năm 2019, Thượng viện Alabama đã thông qua dự luật chấm dứt tất cả giấy phép kết hôn. Thượng nghị sĩ Albritton bắt chước dự luật đã được bỏ phiếu tại Oklahoma năm 2015. Dự luật sẽ cho phép mọi người kết hôn bằng cách loại bỏ phần nghi lễ và yêu cầu cặp vợ chồng nộp một bản khai hoặc bản khai cho một thẩm phán quản chế, người sau đó sẽ ghi lại cuộc hôn nhân thay vì cấp giấy phép kết hôn mà trong mắt các thẩm phán đang cho phép khi họ không chấp thuận mối quan hệ mà họ sẽ cấp phép.

### Lịch sử lập pháp
Legislative history of same-sex marriage
Mười bốn tiểu bang và Quận Columbia các nhà lập pháp đã thông qua dự luật hôn nhân đồng giới ở tiểu bang của họ, trong đó bốn người bị các thống đốc phủ quyết với Vermont phủ quyết quyền phủ quyết của thống đốc. Trong tổng số mười tiểu bang hợp pháp hóa hôn nhân đồng giới thông qua luật pháp mà không có lệnh tư pháp.
Lịch sử lập pháp của đoàn thể dân sự và quan hệ đối tác trong nước
Trước khi kết hôn đồng giới trên toàn quốc, mười lăm tiểu bang Hoa Kỳ đã có liên minh dân sự hoặc quan hệ đối tác trong nước. Nhiều người trong số các bang giữ lại các luật đó như là một lựa chọn liên tục cho các cặp đồng giới và các cặp đối lập ở một số bang.

### Lịch sử khởi xướng và trưng cầu dân ý
Ba mươi ba tiểu bang đã sáng kiến bỏ phiếu về hôn nhân đồng giới và tất cả trừ một người đã thông qua lệnh cấm hôn nhân đồng giới và/hoặc luật kết hợp dân sự. Trong cuộc bầu cử tháng 11 năm 2012, Maine, Maryland và Washington đều có trưng cầu dân ý bỏ phiếu về hôn nhân đồng giới. Trong cuộc bầu cử tương tự này, Minnesota đã có sáng kiến bổ sung lệnh cấm hiến pháp đối với hôn nhân đồng giới. Sau kết quả của cuộc bầu cử này, Maryland, Maine, và Washington đã trở thành người đầu tiên tiểu bang cho phép kết hôn đồng giới thông qua bỏ phiếu phổ biến. trong khi đến lượt cử tri bang Minnesota từ chối lệnh cấm được đề xuất.
Nhiều tiểu bang khác đã có sáng kiến về việc cấm các cá nhân LGBT khỏi các vị trí nhất định hoặc cho phép một số luật chống phân biệt đối xử.

### Hạn chế
Đạo luật bảo vệ hôn nhân
Các sự kiện của Tòa án tối cao Hawaii đã khiến Quốc hội Hoa Kỳ ban hành Đạo luật bảo vệ hôn nhân (DOMA) năm 1996, cấm chính phủ liên bang công nhận hôn nhân đồng giới và các quốc gia giải tỏa yêu cầu rằng họ công nhận các công đoàn đồng giới được thực hiện tại các khu vực tài phán khác.
Vào ngày 26 tháng 6 năm 2013, Phần 3 của DOMA đã bị Tòa án Tối cao Hoa Kỳ phán quyết vi hiến trong United States v. Windsor.
Sửa đổi hiến pháp cũ
Có một phản ứng dữ dội sau khi Massachusetts hợp pháp hóa hôn nhân đồng tính trong chu kỳ bầu cử năm 2004, nơi mười bốn bang sửa đổi hiến pháp của họ để cấm công nhận hôn nhân đồng giới và nhiều hiệp hội dân sự cũng bị cấm.
Trong tất cả hai mươi tám tiểu bang đã thông qua các sửa đổi hiến pháp tiểu bang cấm kết hôn đồng giới được hợp pháp hóa bằng hành động tư pháp hoặc lập pháp:
Alabama, Alaska, Arizona, California, Colorado, Florida, Georgia, Idaho, Kansas, Kentucky, Louisiana, Michigan, Mississippi, Missouri, Montana, Nebraska, Nevada, Bắc Carolina, Bắc Dakota, Ohio, Oklahoma, Oregon, Nam Carolina, Nam Dakota, Tennessee, Texas, Utah, Virginia và Wisconsin.
Các cử tri Hawaii đã phê chuẩn một hẹp hơn Sửa đổi Hiến pháp Hawaii 2 (1998)
Vào ngày 6 tháng 11 năm 2012, Minnesota đã trở thành tiểu bang đầu tiên bỏ phiếu đề xuất sửa đổi hiến pháp cấm kết hôn đồng giới. Việc sửa đổi đã thất bại với tỷ lệ phiếu từ 53% đến 47%.
Tất cả các lệnh cấm hiến pháp tiểu bang đã được tuyên bố là vi hiến vào tháng 6 năm 2015 trong Obergefell.
Điều lệ nhà nước
Sau khi Đạo luật Bảo vệ Hôn nhân được thông qua năm 1996, nhiều nhà lập pháp tiểu bang đã ban hành các đạo luật nhà nước, có biệt danh là mini-DOMA, cấm kết hôn đồng giới. Bắt đầu từ năm 1972 với Maryland, tất cả các bang trừ New Mexico đã thông qua một đạo luật cấm kết hôn đồng giới trước khi hợp pháp hóa toàn quốc trong  Obergefell  vào tháng 6/2015.

### Luật áp dụng nhà nước

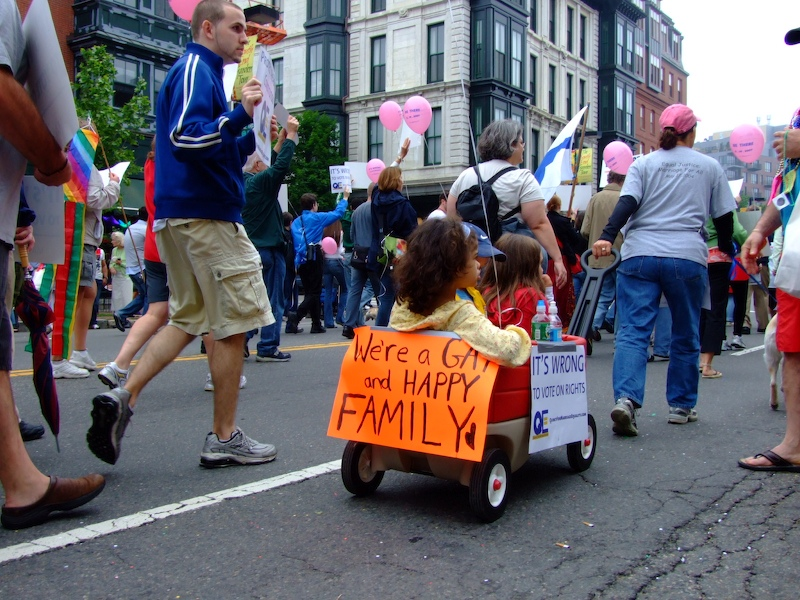
Boston niềm tự hào đồng tính diễu hành, được tổ chức hàng năm vào tháng Sáu

Các cặp đồng giới được phép nhận con nuôi ở các tiểu bang và vùng lãnh thổ sau phán quyết trong  Obergefell  hợp pháp hóa hôn nhân đồng giới. Trước  Obergefell , nhiều quốc gia khác nhau bằng hành động lập pháp và tư pháp đã cho phép nhận con nuôi chung của các cặp đồng giới.

### Dư luận
Một cuộc thăm dò của Gallup tháng 5 năm 2018 cho thấy 67% người Mỹ ủng hộ hôn nhân đồng giới. Một cuộc thăm dò dư luận tháng 3 năm 2014 của Washington Post/ABC News cho thấy sự ủng hộ đối với hôn nhân đồng giới ở mức 59% trong số những người Mỹ, và cuộc thăm dò ý kiến của tờ New York Times/CBS News tháng 2 năm 2014 cho thấy 56% ủng hộ hôn nhân đồng giới. Một cuộc thăm dò của Gallup vào tháng 11 năm 2012 cho thấy 61% ủng hộ người đồng tính nam và đồng tính nữ được phép nhận con nuôi.

#### Ủng hộ
Những người ủng hộ chính cho quyền LGBT ở Hoa Kỳ nói chung là chính trị tự do và chủ nghĩa tự do. Theo khu vực, sự hỗ trợ cho phong trào quyền LGBT đã mạnh nhất ở các khu vực Bắc và Bờ Tây, và ở các tiểu bang khác có dân số đô thị lớn. Quốc gia Đảng Dân chủ đã tổ chức nền tảng chính thức hỗ trợ hầu hết các sáng kiến kể từ năm 2012 cho quyền LGBT. Tuy nhiên, có một số nhóm Cộng hòa ủng hộ các vấn đề về LGBT trong đảng bao gồm Cộng hòa Log Cabin, GOProud, Những người bảo thủ trẻ vì Tự do kết hôn, và Cộng hòa đại học của Đại học Pennsylvania và Đại học Columbia. Một cuộc thăm dò vào tháng 3 năm 2014 cho thấy 40% người Cộng hòa ủng hộ hôn nhân đồng giới, tỷ lệ phần trăm tăng lên 44% trong năm 2018. Vào năm 2013, 52% đảng Cộng hòa và những người độc lập nghiêng về GOP trong độ tuổi 18 tuổi49 đã ủng hộ hôn nhân đồng giới trong một cuộc họp chung  Washington Post  - ABC News. Một cuộc thăm dò diễn đàn Pew năm 2014 cho thấy người Hồi giáo Mỹ có nhiều khả năng hơn người truyền giáo ủng hộ hôn nhân đồng giới 42% đến 28%, một tỷ lệ phần trăm theo Viện nghiên cứu tôn giáo công cộng năm 2018 đã tăng lên 51% và 34%. Theo Trung tâm nghiên cứu Pew năm 2017, Millennials và Thế hệ X, người da trắng trẻ tuổi eveachical sinh sau năm 1964, đã phát triển ủng hộ hơn trong hôn nhân đồng giới, lên tới 47%. Một cuộc thăm dò của Trung tâm nghiên cứu Pew năm 2017 cho thấy 64% Người Mỹ da trắng, 60% Người gốc Tây Ban Nha và người Mỹ Latinh và 51% Người Mỹ gốc Phi ủng hộ quyền kết hôn của những người đồng giới.

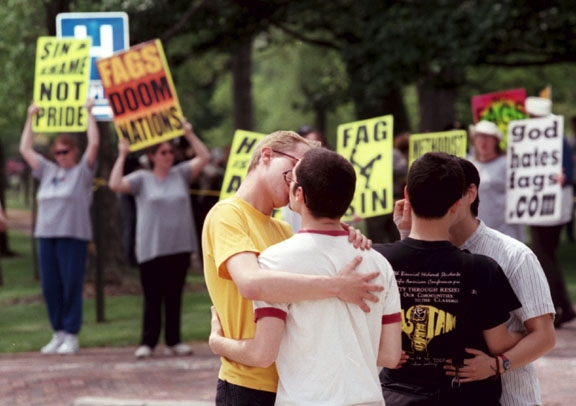
Các sinh viên hôn nhau trước những người biểu tình từ Nhà thờ Baptist Westboro tại Oberlin College ở Ohio.

#### Phản đối
Các đối thủ chính của quyền LGBT ở Hoa Kỳ nói chung là chính trị và tôn giáo những người bảo thủ. Theo Trung tâm nghiên cứu Pew, phần lớn, 59%, những người theo đạo Tin lành Tin lành trắng phản đối hôn nhân đồng giới. Từ năm 2016 đến 2017, quan điểm giữa Baby boomers và Thế hệ im lặng, những người truyền giáo da trắng lớn tuổi sinh trước năm 1964, thực tế đã cho thấy thực tế không có thay đổi nào từ 25% đến 26% hiện nay. Phe bảo thủ trích dẫn nhiều đoạn Kinh thánh khác nhau từ Cựu Ước và Tân Ước như là sự biện minh của họ cho việc chống lại các quyền LGBT. Theo khu vực, phe đối lập quyền LGBT đã mạnh nhất ở Nam và ở các tiểu bang khác có dân số nông thôn và bảo thủ lớn.
Khi phong trào kết hôn đồng giới đã phát triển, nhiều tổ chức quốc gia và/hoặc quốc tế đã phản đối phong trào đó. Các tổ chức đó bao gồm Hiệp hội gia đình Mỹ, Liên minh Kitô giáo, Hội đồng nghiên cứu gia đình, Tập trung vào gia đình, Cứu con em chúng tôi, NARTH, quốc gia Đảng Cộng hòa, Giáo hội Công giáo La Mã, The Church of Jesus Christ of Latter-day Saints (LDS Church), Công ước Baptist Nam, Liên minh cho hôn nhân, Quỹ quốc phòng liên minh, Luật sư tự do và Tổ chức quốc gia về hôn nhân. Một số nhóm trong số này đã được đặt tên là nhóm ghét chống đồng tính nam bởi Trung tâm Luật Nghèo miền Nam.

## Quyền liên giới tính ở Hoa Kỳ
Liên giới tính người ở Hoa Kỳ có một số quyền giống như những người khác, nhưng có những khoảng trống đáng kể, đặc biệt là trong việc bảo vệ khỏi các can thiệp và bạo lực y tế không liên quan và bảo vệ khỏi sự phân biệt đối xử. Nhiều ca phẫu thuật y tế không đồng thuận đang được thực hiện ngày hôm nay để "sửa chữa" những cá nhân này khi họ vừa mới sinh hoặc cực kỳ trẻ. Một số thậm chí được đưa vào hormone để đảm bảo rằng cơ thể của họ phát triển theo giới tính mà họ được chỉ định. Vào tháng 8 năm 2018, cơ quan lập pháp tiểu bang California đã thông qua một đạo luật lên án các loại phẫu thuật này. Luật này cho phép người chưa thành niên có quyền tham gia vào các quyết định được đưa ra về các ca phẫu thuật trên cơ thể họ và do đó các ca phẫu thuật được hoãn lại cho đến khi bệnh nhân đủ tuổi để hiểu và tham gia vào quá trình ra quyết định. Các hành động của các tổ chức xã hội dân sự liên giới nhằm loại bỏ các hành vi gây hại, thúc đẩy sự chấp nhận xã hội và bình đẳng. Trong những năm gần đây, các nhà hoạt động liên giới tính cũng đã bảo đảm một số hình thức công nhận hợp pháp.

## Các đảng chính trị Hoa Kỳ

### Đảng Dân chủ
Đảng Dân chủ bắt đầu hỗ trợ một số quyền LGBT trong những năm 1990. Mặc dù đã ký Đạo luật bảo vệ hôn nhân, Bill Clinton là tổng thống đầu tiên công khai ủng hộ quyền LGBT; ông đã bổ nhiệm một số quan chức chính phủ đồng tính công khai trong chính quyền của mình. Trong nền tảng quốc gia năm 2012, Đảng Dân chủ đã ủng hộ bãi bỏ Đạo luật Bảo vệ Hôn nhân và "trách nhiệm, lợi ích và bảo vệ bình đẳng" đối với các cặp đồng giới; Tổng thống Barack Obama ra mắt ủng hộ hôn nhân đồng giới vào năm 2012, Đảng Dân chủ rõ ràng ủng hộ hôn nhân đồng giới.
Trong Nền tảng quốc gia 2016] của Đảng Dân chủ, Đảng Dân chủ đã thông qua chương trình nghị sự tiến bộ nhất của mình trong việc hỗ trợ quyền LGBT. Theo chương trình nghị sự đó, "Đảng Dân chủ tin rằng quyền LGBT là quyền con người và chính sách đối ngoại của Mỹ sẽ thúc đẩy khả năng của mọi người sống với nhân phẩm, an ninh và tôn trọng, bất kể họ là ai hay họ yêu ai."
Chương trình nghị sự ủng hộ:
- Quyết định bình đẳng hôn nhân của Tòa án tối cao
- Chính sách không phân biệt liên bang toàn diện cho người Mỹ LGBT trong [nhà ở, việc làm, nhà ở công cộng, tín dụng, dịch vụ bồi thẩm đoàn, giáo dục và tài trợ liên bang]
- Bao gồm những người LGBT theo luật phân biệt giới tính
- Kết hợp vô gia cư thanh niên
- Chính sách cải thiện khí hậu học đường cho học sinh LGBT
- người lớn tuổi LGBT
- Truy cập vào Chăm sóc sức khỏe của người chuyển giới
- Kết thúc bạo lực đối với người LGBT bao gồm cả khủng hoảng bạo lực chống chuyển giới
- Sức khỏe tâm thần
- "Bảo đảm đối xử công bằng cho cựu chiến binh LGBT, bao gồm bằng cách chủ động xem xét và nâng cấp hồ sơ xuất viện cho các cựu chiến binh đã được xuất viện vì xu hướng tình dục của họ."

Chương trình nghị sự phản đối:
- Luật chống tiểu bang LGBT bao gồm luật chống chuyển giới

Trong phần trên HIV/AIDS: 
Đảng Dân chủ tin rằng một thế hệ không có AIDS nằm trong tầm tay của chúng tôi. Nhưng ngày nay có quá nhiều người Mỹ nhiễm HIV không được tiếp cận với dịch vụ chăm sóc chất lượng và quá nhiều ca nhiễm mới xảy ra mỗi năm. Đó là lý do tại sao chúng tôi sẽ thực hiện Chiến lược quốc gia về HIV và AIDS; tăng tài trợ nghiên cứu cho Viện Y tế Quốc gia; giới hạn chi phí dược phẩm cho người nhiễm HIV và AIDS; cải cách luật hình sự hóa HIV; và mở rộng quyền truy cập cho các chương trình giảm tác hại và thuốc phòng ngừa HIV, đặc biệt là đối với những người có nguy cơ nhiễm bệnh cao nhất. Ở nước ngoài, chúng tôi sẽ tiếp tục cam kết với Kế hoạch khẩn cấp của Tổng thống về cứu trợ AIDS và tăng tài trợ toàn cầu cho phòng chống và điều trị HIV và AIDS. Đảng Dân chủ sẽ luôn bảo vệ những người nhiễm HIV và AIDS khỏi sự kỳ thị và phân biệt đối xử."
Pete Buttigieg tranh cử ứng cử viên tổng thống năm 2020 khiến ông trở thành ứng cử viên tổng thống Dân chủ đồng tính công khai đầu tiên của nước Mỹ.

### Đảng Cộng hòa
Đảng Cộng hòa phản đối nhiều quyền LGBT. Tuy nhiên, theo khảo sát của Trung tâm nghiên cứu Pew từ tháng 10 năm 2017 lần đầu tiên trong lịch sử, có phần lớn 54% từ đảng cảm thấy rằng xã hội nên chấp nhận đồng tính luyến ái thay vì 37% cảm thấy nên nản lòng. Ứng cử viên tổng thống của đảng Cộng hòa Donald Trump bày tỏ sự ủng hộ với cộng đồng LGBT tại Hội nghị Quốc gia Cộng hòa 2016. Trump, với tư cách là tổng thống, đã ký một bản ghi nhớ vào tháng 8 năm 2017 cấm các cá nhân chuyển giới tham gia các dịch vụ vũ trang trong hầu hết các trường hợp.
Nền tảng của Đảng Cộng hòa năm 2016 phản đối:
- Obergefell v. Hodges
- Cấm trị liệu chuyển đổi trên trẻ vị thành niên
- Quyền của người chuyển giới
- Bảo vệ người LGBT theo chính sách chống phân biệt đối xử.[105][106]

Fred Karger tranh cử không thành công cho ứng cử viên tổng thống của đảng Cộng hòa năm 2012 đã khiến ông trở thành ứng cử viên tổng thống đồng tính công khai đầu tiên của nước Mỹ.

### Đảng Liên minh
Đảng Libertarian đã tán thành quan điểm tự do về quyền LGBT bằng cách ủng hộ "tự do tôn giáo" và thúc đẩy bình đẳng hôn nhân kể từ khi nó được thành lập năm 1971. [Đảng Libertarian (Hoa Kỳ) | ]] cũng muốn dỡ bỏ lệnh cấm hôn nhân đồng giới, nhưng với mục đích cuối cùng là tư nhân hóa hôn nhân.
Năm 1972 JohnMeders của Đảng Libertarian trở thành người đồng tính nam công khai đầu tiên ra tranh cử tổng thống Hoa Kỳ, cũng như ứng cử viên tổng thống đầu tiên của Đảng Libertarian, và là người đồng tính công khai đầu tiên.

### Đảng Xanh
Đảng Xanh đã ủng hộ việc càn quét các quyền và bảo vệ LGBT kể từ khi nền tảng khai mạc của đảng năm 2000.
Liên minh không chính thức hơn của các Đảng Xanh Nhà nước tồn tại ở Mỹ từ năm 1983 đến năm 2000 cũng ủng hộ quyền LGBT.

### Đảng Hiến pháp
Đảng Hiến pháp (Hoa Kỳ) phản đối mạnh mẽ các quyền tự do LGBT, và ủng hộ luật hình sự chống lại đồng tính luyến ái và mặc quần áo chéo.
Đảng này rất bảo thủ và có quan hệ với Tái thiết Kitô giáo, một phong trào chính trị, cực hữu trong các nhà thờ Kitô giáo bảo thủ.

### Các đảng chính trị khác
Trong khi nhiều đảng xã hội chủ nghĩa Mỹ và cộng sản ban đầu ưa thích bỏ qua vấn đề này, hầu hết bây giờ ủng hộ các nguyên nhân quyền của người đồng tính. Các nhóm xã hội chủ nghĩa thường tích hợp một cách tiếp cận mạnh mẽ hơn đối với các vấn đề bản sắc giới so với các đảng chính thống. Đảng Xã hội Hoa Kỳ đã đề cử một người đồng tính nam công khai, David McReynold, là ứng cử viên tổng thống đồng tính công khai đầu tiên vào năm 1980.

## Bảng tóm tắt về quyền LGBT ở Hoa Kỳ
Điều này được đơn giản hóa để so sánh quốc tế với các bài viết về quyền LGBT Wikipedia khác. Một  biểu thị rằng quyền tồn tại, trong khi một  biểu thị nó không; một  và  trong cùng một cột có nghĩa là quyền thay đổi trên cơ sở từng tiểu bang.
| Quyền LGBT                                                                       | Bảo vệ liên bang           | Bảo vệ cấp nhà nước |
| -------------------------------------------------------------------------------- | -------------------------- | ------------------- |
| Hoạt động tình dục đồng giới hợp pháp                                            | [ 111 ]                    | Yes                 |
| Độ tuổi đồng ý                                                                   | Yes                        | Yes                 |
| Luật chống phân biệt đối xử trong việc làm                                       | ( cho nhân viên liên bang) | / (xem ở trên)      |
| Luật chống phân biệt đối xử trong việc cung cấp hàng hóa và dịch vụ              | No                         | /                   |
| Luật chống phân biệt đối xử trong tất cả các lĩnh vực khác                       | No                         | /                   |
| Luật chống phân biệt đối xử LGBT trong bảo hiểm y tế                             | No                         | No                  |
| Luật chống bắt nạt LGBT trong trường học và cao đẳng                             | No                         | /                   |
| Luật chống phân biệt đối xử LGBT trong trường học và cao đẳng                    | No                         | /                   |
| Luật chống phân biệt đối xử LGBT trong bệnh viện                                 | No                         | No                  |
| Mang thai hộ hợp pháp cho các cặp đồng tính nam/song tính                        | Yes                        | /                   |
| Hôn nhân đồng giới                                                               | [ 114 ]                    | Yes                 |
| Công nhận các cặp đồng giới                                                      | [ 114 ]                    | Yes                 |
| Con nuôi của các cặp vợ chồng đồng giới                                          | [ 115 ]                    | Yes                 |
| Con nuôi chung của các cặp đồng giới                                             | [ 115 ]                    | Yes                 |
| Người LGBT được phép phục vụ công khai trong quân đội                            | [ 116 ]                    | Yes                 |
| Quyền thay đổi giới tính hợp pháp                                                | Yes                        | / (xem bản đồ)      |
| Sự công nhận hợp pháp của đa dạng giới ngoài nhị phân nữ/nam                     | No                         | / (xem liên kết)    |
| Trẻ vị thành niên liên giới tính được bảo vệ khỏi các thủ tục phẫu thuật xâm lấn | No                         | No                  |
| Liệu pháp chuyển đổi bị cấm ở trẻ vị thành niên                                  | No                         | / (xem bản đồ)      |
| NQHN được phép hiến máu                                                          | (xem ở trên)               | No                  |